# Tomasz Maruszewski

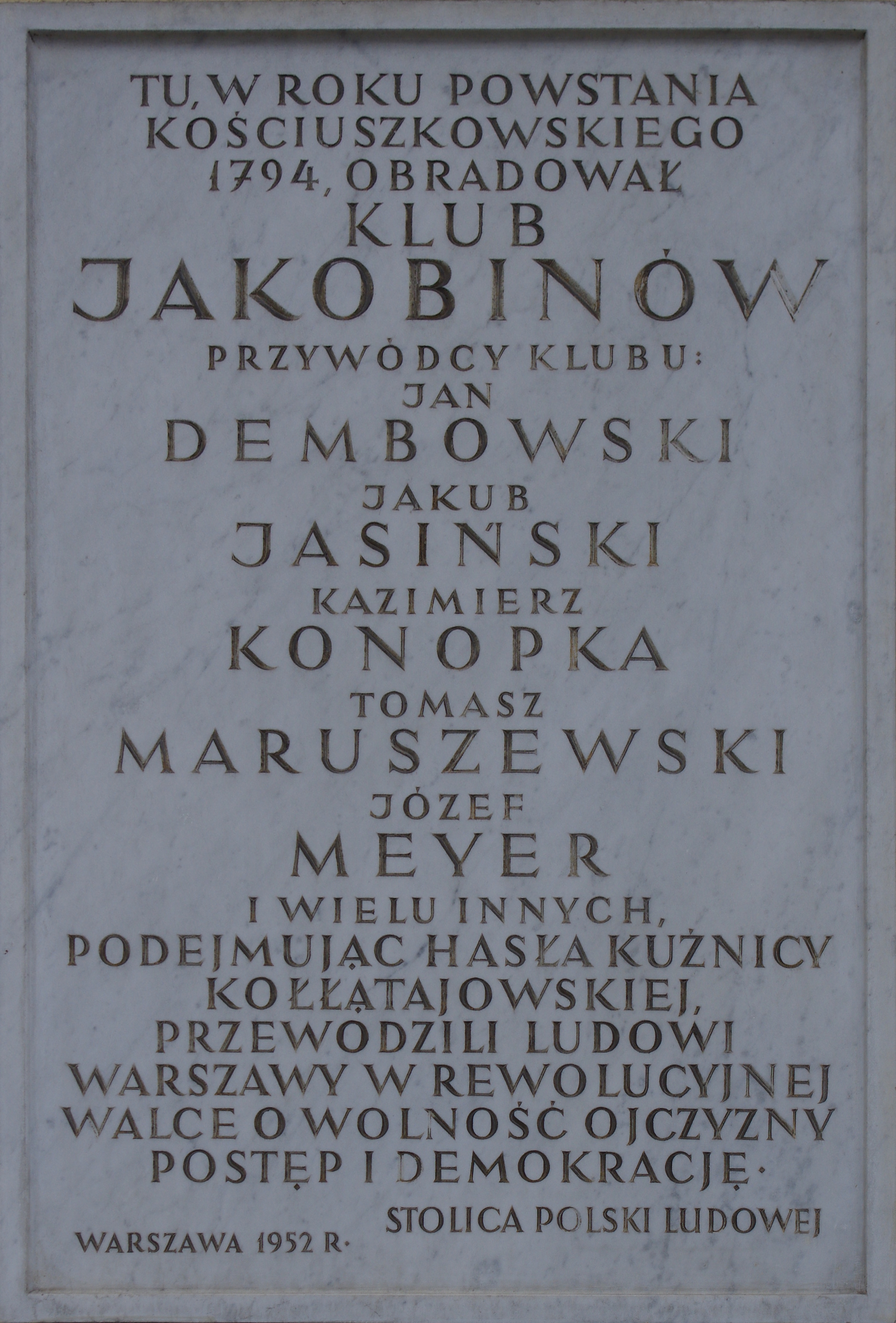
Tablica upamiętniająca Jakobinów polskich na gmachu dawnej Giełdy i Banku Polskiego na Placu Bankowy w Warszawie

Tomasz Maruszewski (1769–1834) – polski jakobin, działacz Kuźnicy Kołłątajowskiej, twórca i przywódca Związku Rewolucyjnego, przygotowującego wybuch insurekcji warszawskiej w czasie powstania kościuszkowskiego, wolnomularz.
Działacz mieszczański, w 1790 został nobilitowany przez Sejm Czteroletni do stanu szlacheckiego. W czasie rządów Targowicy udał się wraz z Hugonem Kołłątajem na emigrację do Saksonii. Na początku 1794 wrócił do kraju i z ramienia Tadeusza Kościuszki przygotowywał powstanie zbrojne. Był członkiem Sądu Kryminalnego Wojskowego i loży wolnomularskiej Hesperus w 1818/1819 roku.